# Stoupa

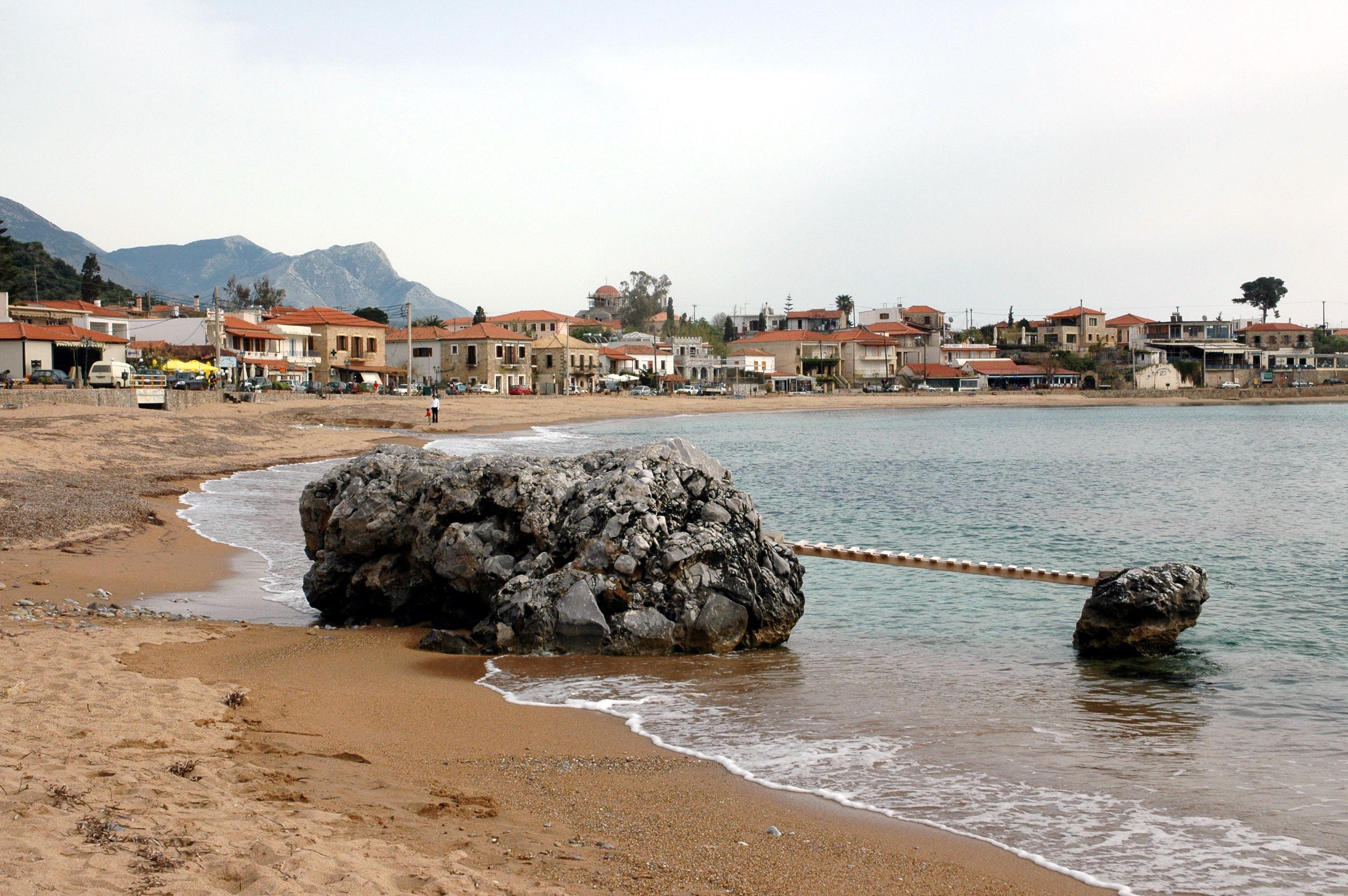
Stranden vid byn

Stoupa är en by på halvön Peloponnesos som ligger i södra Grekland. Byn har cirka 1 000 invånare och har efter en ganska slumrande tillvaro fått ett uppsving som turistort. Turister från främst Grekland men även från Tyskland och Storbritannien hittar hit, och uppskattar de fina stränder som finns vid byn.